# Hałda Skalny
Skalny – hałda odpadów pokopalnianych w Łaziskach Górnych przy KWK Bolesław Śmiały. Hałda ma wysokość względną 92 m (bezwzględną – 389 m n.p.m.) i zajmuje powierzchnię 30 ha. Wagę zgromadzonego w niej materiału skalnego szacuje się na 17 mln ton. Jest jedną z największych w Europie.
Na hałdzie znajdują się przede wszystkim skały ilaste (mułowce i iłowce), czasem piaskowce. Z minerałów ilastych najczęstsze to kaolinit i mika. Kopalnia działa od końca XVIII wieku, a pogórnicze odpady na „Skalnym” gromadzono przez 86 lat, od 1912 do 1998 roku.
Przez wiele lat w hałdzie następował samozapłon materiałów – wydzielały się wtedy m.in.: tlenek węgla, dwutlenek siarki i tlenki azotu. Obecnie hałda jest wygaszona. Do wygaszenia hałdy zastosowano nowatorską metodę z wykorzystaniem popiołów z pobliskiej elektrowni.
Ze szczytu hałdy rozciąga się rozległa panorama – widać z niej m.in. Tychy, Katowice, Elektrownię Halemba, Elektrownię Rybnik, a z dalej położonych miejsc i obiektów szczyty Beskidu Śląskiego i Elektrownię Jaworzno.
Hałda Skalny znajduje się na terenie należącym do kopalni KWK Bolesław Śmiały. Wejście na jej szczyt jest oficjalnie zabronione. 

## Przypisy

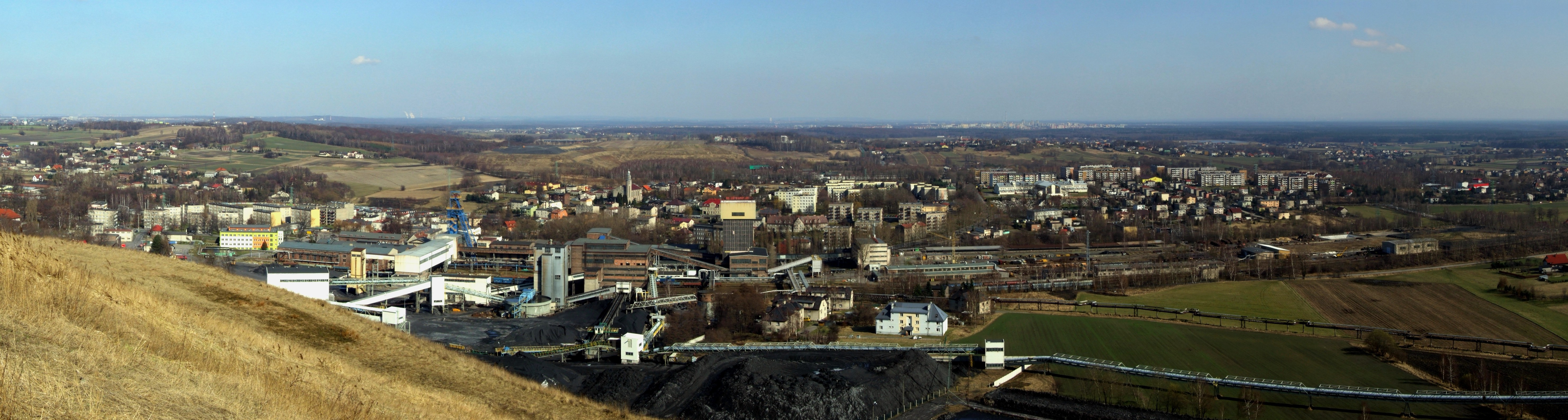
Widok ze szczytu w kierunku Łazisk Średnich i Tychów